# Волошина Віра Данилівна

Віра Данилівна Волошина (30 вересня 1919 - 29 листопада 1941) — червоноармієць диверсійно-розвідувальної групи штабу Західного фронту, закинута в 1941 році в німецький тил. Герой Російської Федерації (1994).

## Біографія
Народилася 30 вересня 1919 року в місті Щегловськ (нині — місто Кемерово), в сім'ї шахтаря і вчительки. З перших класів школи займалася спортом: гімнастикою і легкою атлетикою. У старших класах виграла чемпіонат міста зі стрибків у висоту. Її однокласником і близьким другом був Юрій Двужильний. У 1937 році переїхала до Москви після закінчення десяти класів і поступила в Державний центральний інститут фізичної культури. Всерйоз захопилася стрільбою, малюванням і поезією. У 1936 вона пише заяву про бажання взяти участь у громадянській війні в Іспанії. Їй відмовили.
У 1935 році скульптор і художник І. Д. Шадр отримує держзамовлення на створення серії скульптур для споруджуваного Парку культури і відпочинку імені Горького в Москві. В Інституті фізкультури він пригледів студентку Віру Волошину. Серед інших двадцяти чоловік вона потрапила в майстерню художника. Статуя «Дівчина з веслом», моделлю для якої була Віра Волошина, було встановлено біля головного входу ЦПКіВ в оточенні фонтанів. Численні подібності цієї статуї згодом з'явилися в парках всього Союзу. За іншими відомостями, це легенда, насправді ж Шадр створював перший варіант «Дівчини з веслом» в 1934-1935 роках, коли Волошиній було 15-16 років, і вона навряд чи могла бути студенткою, яка закінчила 10 класів. Крім того, другий варіант статуї був після критики (статуя виявилася повністю голою, що суперечило вже сталим пуританським нормам) зроблений з іншого натурниці, а тиражувалися роботи іншого скульптора. 
На першому курсі Волошина в числі інших студентів вирушила в зимовий спортивний табір під містом Серпухов. Там дівчина серйозно застудилася, грип дав серйозні ускладнення на ноги. Вона довго лікувалася, але в підсумку все одно була змушена залишити навчання в спортивному інституті. Однак Віра знайшла в собі сили почати все спочатку: повернулася в Москву і разом з друзями з рідного міста поступила до Московського інституту радянської кооперативної торгівлі. У вересні 1940 року вона була зарахована курсантом Московського аероклубу імені Чкалова, де освоїла пілотування літака І-153 «Чайка» і зайнялася стрибками з парашутом.
Влітку 1941 року Віра склала іспити за третій курс і вирушила в підмосковний Сергіїв Посад для проходження виробничої практики. 22 червня вона разом з однокурсницями вирішила відвідати музей Троїце-Сергієвої лаври. По дорозі дівчата зайшли в універмаг і купили Вірі білу шовкову сукню, тому що в наступному році вона збиралася заміж (Юрій Двожильний зробив їй пропозицію). В цей же день студентка Волошина дізналася, що почалася війна.

## Війна
Відразу після початку Великої Вітчизняної війни вона була мобілізована на риття окопів і протитанкових ровів на підступах до Москви. У жовтні добровільно вступила до лав Червоної Армії і була зарахована в військову частину № 9903 штабу Західного фронту для роботи в тилу ворога. На своє перше завдання Віра пішла 21 жовтня 1941 року в район підмосковній станції Завидово. Після цього у неї було ще шість вдалих засилок в тил до німців.
У листопаді 1941 року в військову частину № 9903 надійшло поповнення. Серед прибулих була і школярка Зоя Космодем'янська. Зоя спочатку трималася в колективі дещо відособлено, але Віра незабаром змогла знайти до неї підхід, і дівчата подружилися. 
21 листопада 1941 року в тил німецьких військ йшли дві бойові групи. Першою керував Борис Крайнов. Командиром другої був призначений Павло Проворов, комсоргом - Волошина. Їх бойовим завданням були підпали будинків місцевих жителів у місцях дислокації німецьких частин. Зоя Космодем'янська входила до складу групи Проворова. Група з 10 осіб, в основному вчорашніх школярів (Віра Волошина була найстаршою, наймолодшому, Миколі Морозову, було 15 років) мала завдання протягом 5-7 днів спалити місця постоїв німецьких частин, які перебували в селах Аношкіно, Петрищево, Ільятіно, Пушкіно , Бугайлово, Грібцово, Усатново, Грачево, Михайлівське, Коровіно. Група Крайнова, такої ж чисельності та аналогічного вікового складу, повинна була знищити 9 сіл. Після переходу фронту групи повинні були розділитися і почати діяти самостійно. Однак, при переході фронту об'єднаний загін потрапив під вогонь противника і розпався на дві випадкові по складу групи. Так розійшлися шляхи Зої і Віри. Група Космодем'янської вирушила в бік села Петрищево. Продовжила виконання завдання і Віра з товаришами. Але між селами Якшино і Головкове її група знову потрапила під обстріл, наткнувшись на німецьку засідку. Віра була поранена і схоплена німцями. Вранці двоє з її групи спробували знайти Віру або її труп, але не змогли її знайти. Довгий час Волошина вважалася в списках безвісти зниклих. Тільки в 1957 році завдяки пошуковій праці письменника і журналіста Г. Н. Фролова вдалося дізнатися про те, як загинула Віра Волошина, і знайти її могилу.

## Загибель
Місцеві жителі повідомили, що Віра була повішена німцями 29 листопада 1941 року в радгоспі Головкове. Ось як описувала її загибель свідок страти:
|  | Привезли її, бідну, на машині до шибениці, а там петля бовтається на вітрі. Кругом німці зібралися, багато їх було. І наших полонених, що працювали за мостом, пригнали. Дівчина лежала в машині. Спочатку не видно було її, але коли опустили бічні стінки, я так і ахнула. Лежить вона, бідолашна, в одній спідній білизні, та й то воно порвано, і вся в крові. Два німця, товсті такі, з чорними хрестами на рукавах, залізли в машину, хотіли допомогти їй піднятися. Але дівчина відштовхнула німців і, вчепившись однією рукою за кабіну, піднялася. Друга рука у неї була, видно, перебита - висіла як батіг. А потім вона почала говорити. Спочатку вона говорила щось, мабуть, по-німецьки, а потім, стала по-нашому. - Я, - каже, - не боюся смерті. За мене помстяться мої товариші. Наші все одно переможуть. Ось побачите! І дівчина заспівала. І знаєш, яку пісню? Ту саму, що кожен раз співають на зборах і по радіо грають вранці і пізно ввечері. - «Інтернаціонал»? - Так, цю саму пісню. А німці стоять і мовчки слухають. Офіцер, який командував стратою, щось крикнув солдатам. Вони накинули дівчині петлю на шию і зіскочили з машини. Офіцер підбіг до шоферу і дав команду рушати з місця. А той сидить, побілів весь, мабуть, не звик ще людей вішати. Офіцер вихопив револьвер і кричить щось шоферові по-своєму. Мабуть, лаявся дуже. Той немов прокинувся, і машина рушила з місця. Дівчина ще встигла крикнути, та так голосно, що у мене кров захолола в жилах: «Прощайте, товариші!» Коли я відкрила очі, то побачила, що вона вже висить. |

Тільки після відступу ворога в середині грудня жителі Головкове зняли тіло Віри з придорожньої верби і з почестями поховали тут же. Пізніше її останки були перенесені в братську могилу в Крюкові. Після війни в німецьких архівах були знайдені фотографії повішеної дівчини, на яких, імовірно, відображена страта Віри Волошиної.
В той же день, коли німці страчували Віру, в десяти кілометрах від Головкове, в центрі села Петрищево була повішена Зоя Космодем'янська.
Не пережив війну і кохана людина Віри - Герой Радянського Союзу Юрій Двужильний, загинув у бою в ході Могилевської операції. Але шляхи закоханих все ж з'єдналися. У місті їх дитинства Кемерово є вулиця Віри Волошиної, яка перетинається з вулицею Героя Радянського Союзу Юрія Двужильного.
27 січня 1966 року в газеті «Правда» вийшов нарис Георгія Миколайовича Фролова «Орден дочки». У вересні, коли почалися урочисті заходи, присвячені бою під Москвою, секретар Президії ВР СРСР М. П. Георгадзе вручив орден Вітчизняної війни I ступеня матері Віри Данилівни Волошиної.
6 травня 1994 року президент Росії Б. М. Єльцин видав указ про присвоєння розвідниці Волошиної звання Героя Російської Федерації (посмертно). 
У листопаді 2020 року верба, на якій повісили Віру, була зрізана.

## Нагороди
- Герой Російської Федерації (6 травня 1994, посмертно)
- Орден Вітчизняної війни I ступеня (6 травня 1965, посмертно)

## Музеї
- Частина експозиції Наро-Фомінського історико-краєзнавчого музею (м. Наро-Фомінськ Московської області).
- Клуб «Пам'ять» (колишній музей Віри Волошиної[3]) (село Крюково Наро-Фомінського району)
- Музей імені Віри Волошиної та Юрія Двожильного (місто Кемерово, школа № 12)
- Музей історії кооперації в Російському університеті кооперації (м. Митищі, вул. Віри Волошиної)

## Пам'ять
- Пам'ятник героїні в селі Крюково Наро-Фомінського району Московської області.
- Пам'ятник героїні в селі Головкове Наро-Фомінського району Московської області.
- Її ім'ям названі вулиці в містах Кемерово, Новокузнецьк, Белово (Кемеровська область) і Дагестанські Вогні.
- Її ім'ям названа вулиця в м. Митищі.
- Її ім'ям у 2017 році названо вулицю в Хорошевскому районі Північного Адміністративного округу Москви.
- Будинок дитячої творчості в м. Наро-Фомінськ названий її ім'ям.
- Школа № 12 в м. Кемерово названа в честь Віри Волошиної.
- Її ім'ям названо міський парк в м. Кемерово.
- Ім'я героїні було присвоєно судну Азовського пароплавства.
- Іменем героїні названа мала планета 2009 Voloshina.
- Документальний фільм «Віра Волошина: убита двічі» (студія «Третій Рим», 2007 р.).
- Ім'я Віри Волошиної присвоєно МАОУ ліцею с. Головкове Наро-Фомінського району Московської області, де загинула героїня.
- З 2003 року на Ярославському напрямку Московської залізниці почав курсувати електропоїзд приміського сполучення «імені Героя Росії Віри Волошиної».
- У постійній експозиції Наро-Фомінського історико-краєзнавчого музею зберігається біла сукня, куплена Вірою Волошиної 22 червня 1941 для весілля з Юрієм Двожильним.